# 마크 밴
마크 밴(Marc Vann, 1954년 8월 23일 ~ )은 미국의 배우이다.

## 출연 작품

### 드라마
- CSI 과학수사대
- 토치우드